# Uva (Indijanci)
Uva (Uvas, Uras), pleme američkih Indijanaca iz skupine Chumash, naseljeni nekada u bazenu Tulare u Kaliforniji. U konfliktima sa Španjolcima i susjednim plemenima, broj im je 1851. sveden na svega 20 pojedinaca. Ovi su se priključili drugim manjim plemenima i po ugovoru iz 10 lipnja 1851, preseljeni su na rezervat koji se nalazio između Tejon Passa i rijeke Kern, a svoju zemlju prepustili su SAD-u